# باشگاه فوتبال کاتن اسپورت
باشگاه فوتبال کاتن اسپورت (انگلیسی: Coton Sport FC de Garoua) یک باشگاه فوتبال مستقر در گاروا، کامرون است که در حال حاضر در لیگ برتر فوتبال کامرون، بالاترین سطح لیگ فوتبال در این کشور به فعالیت می‌پردازد. 